# Четврти помесни сабор
Помесни сабор Антиохијски је одржан 341. године, уз присуство 97 антиохијских епископа. 
Најпре је на претходном антиохијском сабору 339. године Јевсевије Никомидијски поновио неправедну осуду и збацио александријског епископа Атанасија Великог, који се том приликом склонио у Рим, код римског епископа Јулија. Α онда је, са Римског сабора (у зиму 340-341), римски епископ Јулије упутио писмо антиохијским оцима, стављајући им примедбу што су примили аријанце у црквену заједницу.
Канони овог сабора, највероватније подразумевају збир канона са сабора држаних у антиохијској области тридесетих и четрдесетих година IV века. Тако, неки од двадесет пет канона које је овај сабор донео, вероватно припадају неком од тих раније држаних сабора, што битно не мења ствар. 
Међутим, још у древности су постојале оптужбе да је овај сабор био јеретички, тј. да су на њему преовладали аријанци. То, међутим није тачно, јер се на више места у донетим канонима види да се присутни епископи јасно ограђују од Арија. Ипак, овде је било присутно доста епископа, који су били сасвим православни, али им је било тешко да прихвате појам «једносуштан», због његовог искривљеног тумачења од стране Маркела Анкирског.
На овом сабору потврђена је осуда Атанасију Великом и одбијено мешање римског епископа Јулија. Због карактера одлука, заједно са Римским сабором, овај сабор представља одређени вид раздора у Цркви. Он ће бити и повод за сазивање заједничког сабора у Сардици (данашња Софија) (342—343), на коме је присуствовало око 95 западних и 76 источних епископа. На ерму је коначно рехабилитован Атанасије Велики.